# Wake Up and Dream
Wake Up and Dream is een Amerikaanse dramafilm uit 1946 onder regie van Lloyd Bacon.

## Verhaal
Tijdens de oorlog neemt Jeff Cairn dienst bij de zeemacht. Hij stuurt zijn zusje Nella naar familieleden, maar zij heeft heimwee naar haar kosthuis. Jenny, de vriendin van Jeff, besluit daarom om ook naar het kosthuis te gaan om er voor Nella te zorgen. Wanneer ze een telegram krijgen dat Jeff vermist is, wil Nella op zoek gaan naar haar broer. 

## Rolverdeling
| Acteur              | Personage       |
| ------------------- | --------------- |
| John Payne          | Jeff Cairn      |
| June Haver          | Jenny           |
| Charlotte Greenwood | Sara March      |
| Connie Marshall     | Nella Cairn     |
| John Ireland        | Howard Williams |
| Clem Bevans         | Henry Pecket    |
| Charles Russell     | Luitenant Coles |
| Lee Patrick         | Blondje         |
| Charles D. Brown    | Luitenant       |
| Irving Bacon        | Tolbediende     |